# مارفن هايز
مارفن هايز (13 مايو 1986 بكيزون في الفلبين - ) هو لاعب كرة سلة فلبيني في مركز هجوم صغير الجسم. لعب مع ألاسكا أيسز.

## وصلات خارجية
- مارفن هايز على موقع بروبوليرز (الإنجليزية)